# Georg-Speyer-Haus
Das Georg-Speyer-Haus – Institut für Tumorbiologie und experimentelle Therapie ist als Stiftung des privaten Rechts eine Forschungseinrichtung, das sich mit den Fragestellungen der Grundlagenforschung in der Tumorbiologie befasst. Forschungsschwerpunkte sind die Verbesserung der Chemotherapie, speziell das Gebiet der klinischen Erprobung neuer Methoden der Krebsbehandlung, und die Behandlung von AIDS. Erstmals in Deutschland war es im April 2006 Ärzten und Naturwissenschaftlern des Georg-Speyer-Hauses gelungen eine erfolgreiche Gentherapie beim Menschen durchzuführen.

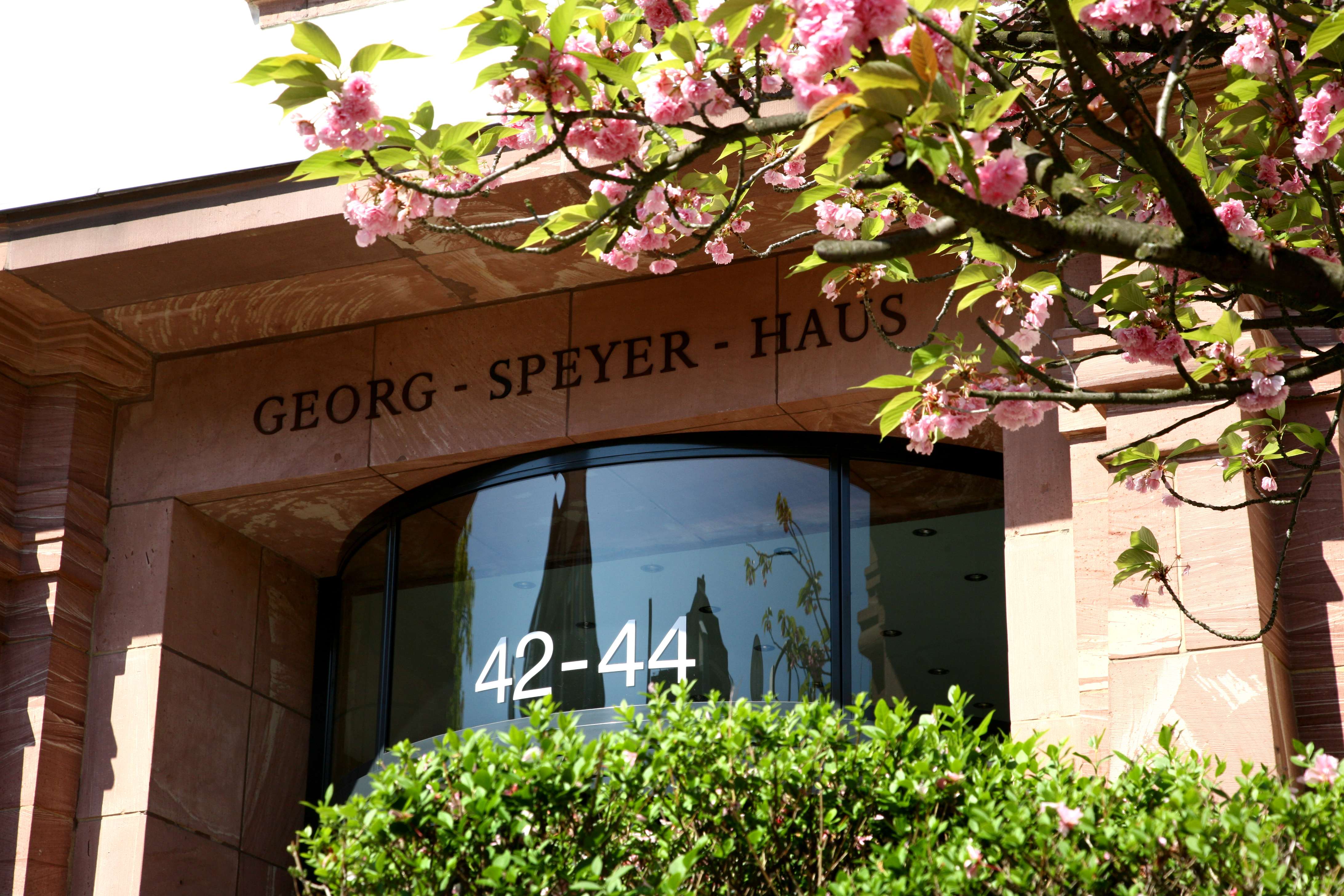
Georg-Speyer-Haus in Frankfurt a. Main

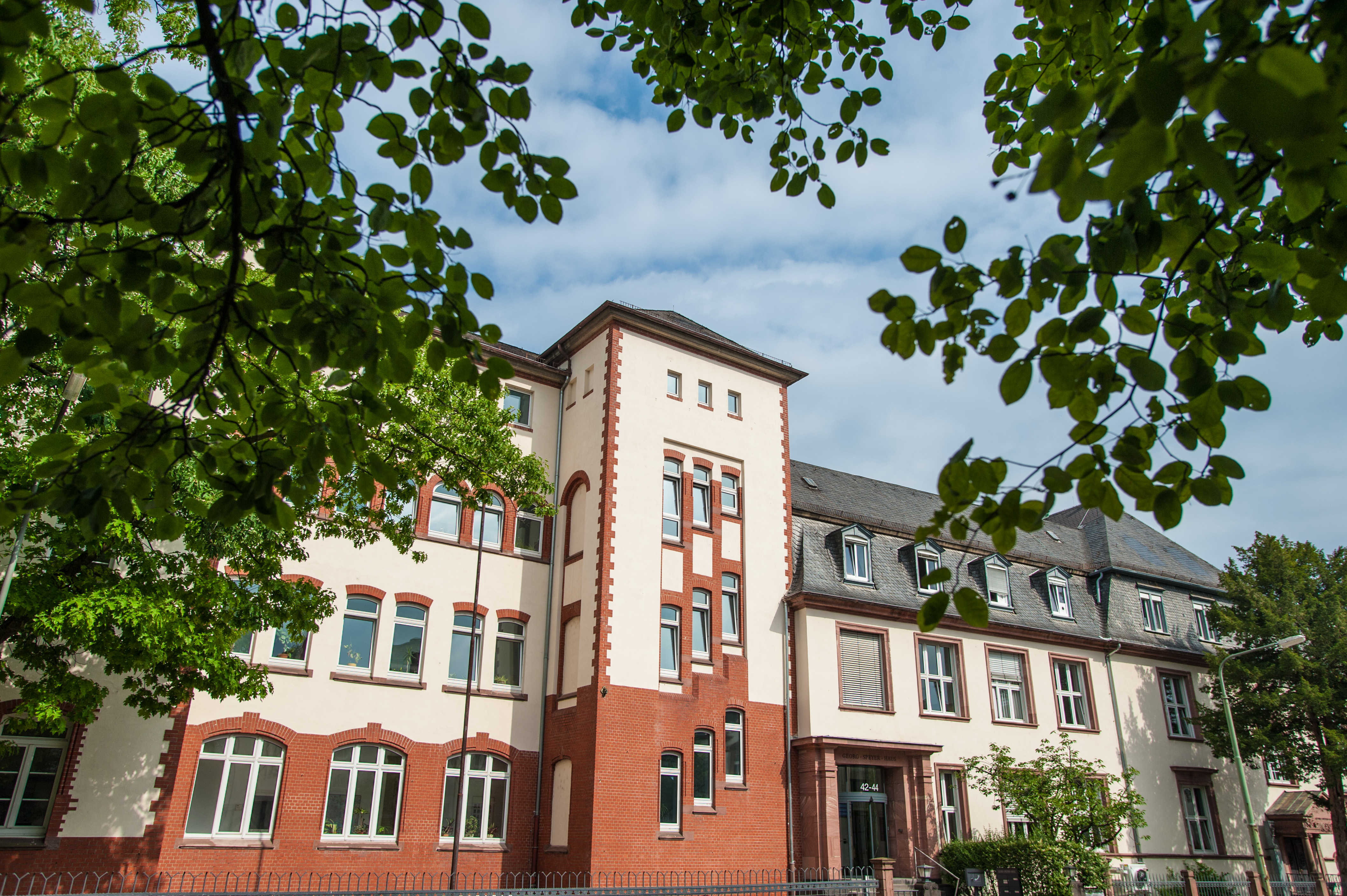
Georg-Speyer-Haus

## Personelle und finanzielle Ausstattung
Das Georg-Speyer-Haus beschäftigte 2010 rund 100 Mitarbeiter. Die Grundfinanzierung wird zu gleichen Teilen aus Bundesmitteln durch das Bundesgesundheitsministerium und aus Mitteln des Landes Hessen (Hessische Ministerium für Wissenschaft und Kunst) getragen, hinzu kommen Projektfördermittel von Forschungsförderungsinstitutionen, Forschungs- und Entwicklungsverträgen, Erträgen aus dem Stiftungskapital und aus Spenden. Der Jahresetat beträgt ungefähr 8,5 Millionen Euro.
Direktor des Forschungsinstituts ist seit dem 1. August 2013 der Professor und Mediziner Florian R. Greten, der in dieser Tätigkeit dem Stiftungsvorstand verantwortlich ist. Das Georg-Speyer-Haus ist mit der Johann-Wolfgang-Goethe-Universität durch einen Kooperationsvertrag verbunden.

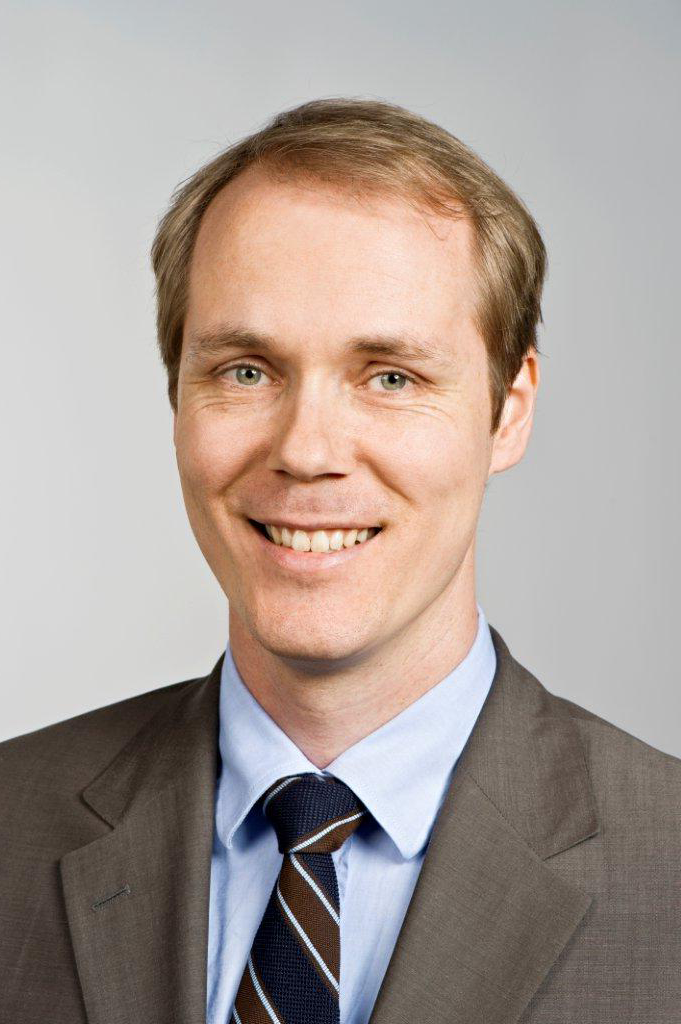
Florian R. Greten

## Forschungsbereiche
Das Georg-Speyer-Haus befasst sich heute wie zu Zeiten seiner Gründung mit zwei Forschungsthemen: Zum einen mit dem Entstehen und der Bekämpfung von Tumoren, zum anderen mit der Bekämpfung von Infektionen. Auf dem Gebiet der Tumorbiologie werden insbesondere die Mechanismen der Regulation des Zellwachstums und der Zelldifferenzierung untersucht sowie die Unterschiede der Signalübertragung zwischen Tumorzellen und normalen Zellen. Im Bereich der Infektionsbiologie werden insbesondere die Immuntherapie der HIV-Infektion mit Hilfe von genetisch modifizierten Zellen untersucht sowie Ansätze zu einer molekularen Therapie von Erkrankungen des Blutsystems.
Anfang April 2006 gab das Institut bekannt, dass ihm eine Gentherapie beim Menschen geglückt sei. Zwei Patienten mit septischer Granulomatose habe man eigene, gentechnisch veränderte blutbildende Stammzellen übertragen, die im Körper auch 18 Monate nach dem Eingriff noch voll funktionstüchtig waren (Details siehe Septische Granulomatose#Gentherapie).
Das Forschungsinstitut versteht sich heute als ein Institut der biomedizinischen Grundlagenforschung, das Einsichten der Molekularbiologie und Zellbiologie in therapeutische Konzepte und Strategien überträgt und sich dabei vor allem Schwerpunkten in der onkogenen Signaltransduktion und der Zell- und Gentherapie widmet. Ein besonderer Fokus liegt auf der Analyse und Interaktion der verschiedenen Zelltypen im Tumorgewebe im sogenannten Tumormikromilieu. Aufbauend auf den daraus gewonnenen Erkenntnissen werden neue therapeutische Konzepte und Strategien für diverse Tumorerkrankungen entwickelt und an entsprechenden validen Tumormodellen getestet. In enger Kollaboration mit dem Universitären Centrum für Tumorerkrankungen (UCT) und dem LOEWE Zentrum für Zell-und Gentherapie (CGT) sowie als Mitglied des Deutschen Konsortiums für Translationale Krebsforschung (DKTK) soll der Transfer in frühe Patientenstudien ermöglicht werden. Diesen translationalen Ansatz, der von der Erforschung der tumorbiologischen Grundlagen bis hin zu präklinischen Studien reicht, verfolgen das Forschungsinstitut in drei Forschungsbereichen:
1. Zelluläre Kommunikation in der Stammzellnische (Daniela Krause und Hind Medyouf)
2. Zell-Zell Interaktionen im Tumorstroma (Canan Arkan, Henner Farin, Florian R. Greten und Lisa Sevenich)
3. Experimentelle Therapie (Winfried Wels)

## Wissenschaftsförderung
In §2 der Stiftungsverfassung von 2010 des Georg-Speyer-Hauses ist das Folgende festgelegt: „Zweck der Stiftung ist, zum Wohle der Menschen wissenschaftliche Forschungen auf dem Gebiet der chemotherapeutischen und verwandten Wissenschaften zu betreiben und diese zu fördern, besonders das zur Pflege dieser Wissenschaften gegründete Forschungsinstitut zu betreiben und auszubauen. Zur Verfolgung ihrer Zwecke kann die Stiftung mit anderen wissenschaftlichen Instituten und Anstalten sowie mit chemischen und anderen Fabriken in Verbindung treten, auch anderen Instituten usw. Zuwendungen machen und alle Maßnahmen treffen, welche die Erfüllung ihrer Aufgaben mittelbar oder unmittelbar fördern. Die Zwecke können insbesondere durch die Zusammenarbeit mit anderen Forschungseinrichtungen, wie beispielsweise einer Universität oder Hochschule, gefördert werden, die die folgenden Ziele verfolgen: (1) wissenschaftliche Erfahrungsaustausch, (2) gemeinsame Forschungsvorhaben mit dem Forschungsinstitut Georg-Speyer-Haus, (3) Förderung des wissenschaftlichen Nachwuchses, (4) Ermöglichung der wechselseitigen Nutzung von Einrichtungen.“

## Geschichte
Der Name des Instituts geht zurück auf den Frankfurter Bankier Georg Speyer (1835–1902), Inhaber des Bankhauses Lazard Speyer-Ellissen und Mitglied der deutsch-jüdischen Unternehmerfamilie Speyer. Aus seinem Vermögen stiftete er 1901 die damals gewaltige Summe von einer Million Mark und legte damit den finanziellen Grundstein für die Georg und Franziska Speyer’sche Studienstiftung zur „Pflege der Wissenschaft und des höheren wissenschaftlichen Unterrichts“. Aus dieser Stiftung gingen später wesentliche Teile der Universität Frankfurt hervor.
Nach seinem Tod beschloss seine Witwe Franziska Speyer, eine weitere Million Mark zur Gründung eines Georg-Speyer-Hauses zu stiften: Auf dem Gelände des Städtischen Krankenhauses sollte eine „Akademie für praktische Medizin“ eingerichtet werden. Nachdem sich deren Gründung hinzog, überzeugte Ludwig Darmstaedter die Stifterin, ihren Plan zu ändern und stattdessen die Forschung von Paul Ehrlich zu unterstützen. Dieser hatte bereits seit 1896 zunächst in Berlin und ab 1899 in Frankfurt am Main u. a. die chemotherapeutische Behandlung von Infektionskrankheiten und von Krebs erforscht. In Frankfurt leitete er das Königliche Institut für experimentelle Therapie, dem auch die staatliche Kontrolle der im Handel befindlichen Heilsera anvertraut wurde und aus dem später das Paul-Ehrlich-Institut hervorging.
1905 stellte die Stadt Frankfurt auf Initiative von Oberbürgermeister Franz Adickes der Stifterin Franziska Speyer ein Grundstück für das geplante Institut zur Verfügung, das nach seiner Fertigstellung ins Eigentum der Stadt überging und von dieser bis heute unterhalten wird. Am 3. September 1906 wurde das Georg-Speyer-Haus feierlich eröffnet und seinem ersten Direktor, Paul Ehrlich, übergeben. Nachdem Ehrlich im Jahr 1909 Arsphenamin zur Behandlung von Syphilis entwickelt hatte, gingen die Lizenzerträge an die Stiftung zwecks weiterer Förderung der Forschung.
1935 wurden alle Schriften Paul Ehrlichs von den Nationalsozialisten aus der Institutsbibliothek entfernt, 1938 wurde das Institut umbenannt in Forschungsinstitut für Chemotherapie, um auch den Namen der jüdischen Stifterfamilie zu eliminieren.
1945 erhielt das Institut, dessen Gebäude im Krieg schwer beschädigt wurde, den angestammten Namen wieder: Chemotherapeutisches Forschungsinstitut Georg-Speyer-Haus. Allerdings schrumpfte das Stiftungsvermögen bis 1949 von 10 Millionen Reichsmark vor der Währungsreform auf nur noch 130.000 DM. Erst ab 1950 wurde das Institut durch das so genannte Königsteiner Staatsabkommen gemeinsam durch die Bundesländer finanziert. Prominentester Institutsleiter nach dem Krieg war Niels Kaj Jerne, der 1984 den Nobelpreis für Medizin erhielt.
1986 trennte sich das Georg-Speyer-Haus vom Paul-Ehrlich-Institut, was zu einem Einbruch der Forschungsmittel führte. Unter Helga Rübsamen-Schaeff (1987 bis 1993 geschäftsführende Direktorin) wandte man sich der HIV-Forschung zu und konnte erstmals in Deutschland HIV-Stämme isolieren und verschiedene Varianten charakterisieren, was zu einer für das Überleben des Instituts ausschlaggebenden Forschungsförderung führte.

## Belege
1. ↑  Georg-Speyer-Haus: Jahresberichte ab 2015. Zuletzt abgerufen am 19. Mai 2022.
2. ↑  Georg-Speyer-Haus: Organigramm. Zuletzt abgerufen am 19. Mai 2022.
3. ↑  Universitären Centrum für Tumorerkrankungen (UCT).
4. ↑  LOEWE Zentrum für Zell-und Gentherapie (CGT).
5. ↑  Verfassung der Stiftung Chemotherapeutisches Forschungsinstitut Georg-Speyer-Haus, Frankfurt am Main, 21. Juni 2010.
6. ↑  Helga Rübsamen-Schaeff: Forschung über die Ursachen für AIDS. Auf: hessen.de, zuletzt abgerufen am 19. Mai 2022.

Koordinaten: 50° 5′ 42,9″ N, 8° 39′ 55,4″ O